# 2011 en Somalie
2009 en Somalie - 2010 en Somalie - 2011 en Somalie - 2012 en Somalie - 2013 en Somalie
 2009 par pays en Afrique - 2010 par pays en Afrique - 2011 par pays en Afrique - 2012 par pays en Afrique - 2013 par pays en Afrique -

## Chronologie

### Janvier 2011
- Mercredi 5 janvier 2011 : Le Comité international de la Croix-Rouge a apporté une aide ces dernières semaines à quelque 540 000 personnes déplacées et habitants démunis, soit 35 % de plus qu'en 2009. Ces personnes souffrent des combats et de la sécheresse : « Vingt années de guerre ont plongé la Somalie dans un état désastreux qui ne cesse de se détériorer [...] Des dizaines de milliers de personnes ont fui Mogadiscio ces derniers mois. La production alimentaire a baissé, les prix ont grimpé en flèche et bon nombre ne peuvent se permettre d'acheter des vivres et d'autres biens essentiels, même lorsqu’ils sont disponibles sur le marché ». Le CICR et le Croissant-Rouge de Somalie ont distribué des rations de riz, de haricots et d'huile, couvrant deux mois de besoins, mais aussi des couvertures, des ustensiles de cuisine et des matériaux en plastique pour toiture. Environ 2 millions de personnes vivent dans le centre de la Somalie survivent grâce à l'aide humanitaire, parmi elles 1,4 million de déplacés[1].

- Vendredi 14 janvier 2011 : Le nouveau premier ministre, Mohamed Abdullahi Mohamed, a déclaré au Conseil de sécurité de l'ONU que les forces somaliennes et les troupes de l'Union africaine « gagnent la bataille de la sécurité » face aux milices islamistes Shebab, « graduellement et pas à pas, l'espace sécurisé à Mogadiscio croît chaque jour ». L'Ouganda et le Burundi ont offert de fournir des troupes additionnelles qui porteront les effectifs de l'Amisom à 12 000 hommes, et près de 1 000 hommes vont revenir prochainement d'un entraînement spécial mené par des experts de l'Union européenne en Ouganda. Cependant le premier ministre a aussi averti d'une nouvelle menace de sécheresse menaçant près de 2,5 millions de personnes de famine et si nous ne leur apportons pas un soutien immédiat, nécessitant une action internationale urgente[2].

- Dimanche 16 janvier 2011, Puntland : La région autoproclamée autonome du Puntland rompt officiellement tout lien avec le gouvernement de transition somalien, et ce jusqu'à la mise en place d'un « gouvernement fédéral représentatif et légitime ». Le conseil "« déclare que le TFG ne représente pas le Puntland dans les instances internationales et appelle le bureau politique des Nations unies pour la Somalie à revoir sa position et son soutien au TFG au détriment d'autres parties prenantes somaliennes ». Les autorités du Puntland reprochent notamment, au gouvernement du président Sharif Cheikh Ahmed, son échec à rétablir la sécurité, à instaurer un vrai fédéralisme et l'accuse de chercher à déstabiliser le Puntland et d'autres régions stables de Somalie. Le Puntland, fondé en 1998 par l'ancien président des institutions de transition, Abdullahi Yusuf Ahmed, n'a pas fait sécession mais dispose de ses propres institutions et administration (gouvernement, Parlement) installées à Garowe[3].

- Lundi 31 janvier 2011, Mogadiscio : Le tir accidentel d'un canon anti-aérien ZU-23 de fabrication soviétique, dans le quartier de l'hôpital de Banadir, fait au moins 17 morts civils et plus de cinquante blessés.

### Février 2011
- Jeudi 3 février 2011 :
  - La sécheresse actuelle menace deux millions de Somaliens, soit 27 % de la population, dont une grande partie vit dans des zones contrôlées par les insurgés islamistes radicaux Shebab où l'acheminement de l'aide est quasi impossible. D'autre part, la cheffe du bureau de coordination des affaires humanitaires de l'ONU a confirmé le refus de certains pays de financer des organisations humanitaires travaillant dans le sud et dans le centre « car ils craignent que cet argent ne tombent dans les mains des Shebabs », alors que les Nations unies ont lancé un appel aux dons de 565 millions de dollars pour la Somalie en 2011. Le parlement somalien a voté une rallonge de trois ans du mandat  des institutions de transition qui se termine en août[4].
  - Déjà en place depuis 2004, le Parlement de transition a décidé de prolonger de trois ans son mandat, lors d'un vote favorable de 421 des 436 députés présents. Le président de l'Assemblée Sharif Hassan Cheikh Adan a jugé cette décision nécessaire pour « sauver la Somalie de l'anarchie ». Le mandat des 550 parlementaires devait expirer en août, en même temps que celui du gouvernement fédéral de transition en place sous l'autorité du président Sharif Cheikh Ahmed, objet de vives critiques du fait du peu de progrès enregistrés dans la lutte contre les insurgés islamistes et la reconstruction des institutions.

- Lundi 14 février 2011, Mogadiscio : Au moins 7 personnes, dont 5 civils, ont été tuées et 17 autres blessées dans des combats entre islamistes Shebab et membres du groupe armé soufi Ahlu Sunna wal Jamaa (ASWJ), une milice pro-gouvernementale appuyée par des chars de la force de paix de l'Union africaine (Amisom)[5].

- Samedi 19 février 2011 : Au moins 15 civils ont été tués et 21 autres blessés à Mogadiscio (districts de Hodan et Holwadag) dans des combats entre insurgés islamistes shebab et soldats de l'Amisom. Un obus tombé sur le marché de Bakara a fait 6 autres morts[6].

- Lundi 21 février 2011, Mogadiscio : Au moins six policiers ont été tués dans un attentat suicide à la voiture piégée visant le camp de Darwish des forces gouvernementales à Mogadiscio. D'autre part, l'Amisom affirme avoir remporté un « succès majeur » en s'emparant d'un réseau de tunnels et tranchées utilisé par les islamistes[7].

### Mars 2011
- Vendredi 4 mars 2011 : 53 soldats de l'Union africaine ont été tués il y a 2 semaines et une centaine d'autres blessés lors d'une grande offensive contre des militants islamistes, alors que selon l'UA des centaines de membres du groupe de rebelles somaliens Al-Shabab ont été tués au cours de l'offensive[8].

- Vendredi 11 mars 2011 : Le premier ministre Mohamed Abdullahi Mohamed intervenant devant le Conseil de sécurité de l'ONU estime qu'Al-Qaïda pourrait détourner des pétroliers pour mener des attaques terroristes d'autant plus que les terroristes sont déjà en lien avec des pirates somaliens qui s'emparent chaque année de centaines de bateaux. La Russie a proposé une résolution du Conseil de sécurité sur la piraterie qui prévoit la création de tribunaux spéciaux et de prisons pour les pirates[9].

- Mercredi 23 mars 2011, Mogadiscio : Des obus d'artillerie ont frappé le marché de Bakara tuant sept personnes et en blessant 21 autres[10].

### Avril 2011
- Dimanche 3 avril 2011 : Des affrontements dans la ville de Dhobley ont fait 7 morts. Les forces gouvernementales ont pris le contrôle de cette ville frontalière avec le Kenya[11].

- Vendredi 8 avril 2011 : Selon le Haut Commissariat des Nations unies pour les réfugiés, quelque 33 000 personnes ont fui les combats dans le centre et sud de la Somalie ces six dernières semaines. Le total des déplacés se montent à 1,4 million de réfugiés dont 680 000 dans les pays voisins[12].

### Mai 2011
- Mardi 3 mai 2011 : De violents combats pour le contrôle de la ville de Garbaharey (sud-ouest, région de Gedo) entre forces pro-gouvernementales somaliennes et insurgés islamistes radicaux Shebab ont fait au moins 26 morts en deux jours. Les forces pro-gouvernementales ont pris le contrôle de quatre localités importantes de ce secteur de la Somalie[13].

### Octobre 2011
- 15 octobre : l'armée kényane intervient en Somalie, lançant l'opération Linda Nchi (« protéger le pays » en swahili) contre les positions d'Al-Shabaab.

## Pirates somaliens

### Janvier 2011(pirates)
- Samedi 1er janvier 2011 : Des pirates se sont emparés d'un navire algérien, le « Blida », faisant route vers la Tanzanie et de ses 27 membres d'équipage (Algériens, Ukrainiens et Philippins). Les pirates somaliens détiennent au moins 28 navires et 654 otages.

- Mercredi 12 janvier 2011 : Des pirates se sont emparés d'un cargo danois, le « Leopard » (2 000 tonnes) de la compagnie maritime danoise « Shipcraft », au large d'Oman, avec six membres d'équipage (deux Danois et quatre Philippins).

- Samedi 15 janvier 2011 :  Des pirates se sont emparés, d'un chimiquier norvégien, le « Samho Jewelery » de 10 000 tonnes de la compagnie maritime sud-coréenne, Samho Shipping, avec 21 membres d'équipage (huit Sud-Coréens, deux Philippins et 11 Birmans). Le navire se rendant au Sri Lanka se trouvait au large d'Oman.

- Lundi 17 janvier 2011 : Des pirates se sont emparés, d'un vraquier grec sous pavillon chypriote, le « MV Eagle » avec 24 membres d'équipage, tous Philippins. L'attaque s'est produite à environ 490 milles marins au sud-ouest de Salaam (Oman) alors que le bâtiment se rendait d'Aqaba (Jordanie) à Paradip (Inde).

- Vendredi 21 janvier 2011 : Les forces spéciales de la marine sud-coréenne ont réussi à libérer l'équipage du « Samho Jewelery » capturé il y a une semaine. 8 pirates ont été tués lors de l'intervention faite à 1 300 km au nord-est de la côte somalienne. Le capitaine du bateau a été grièvement blessé. Les autres pirates ont été capturés et emmenés dans le port de Busan où ils devront répondre d'accusations de vol en mer, tentative de meurtre et détournement de bateau.

- Samedi 22 janvier 2011 : Des pirates se sont emparés, d'un cargo allemand battant pavillon d'Antigua-et-Barbuda, le « Beluga Nomination » avec 12 membres d'équipage (Polonais, Philippins, Russes et Ukrainiens). L'attaque s'est produite à environ 390 mille marins au nord des Seychelles.

### Février 2011(pirates)
- Mardi 8 février 2011 :
  - Des pirates se sont emparés d'un pétrolier italien de Naples, le « Savina Caylun » avec 22 membres d'équipage (5 Italiens et 17 Indiens). L'attaque s'est produite à environ à 500 milles marins des côtes indiennes.
  - Des pirates se sont emparés d'un superpétrolier grec, le « Irene SL » au large d'Oman, transportant 270 000 tonnes de brut koweïtien.

- Mercredi 9 février 2011 : Les pirates somaliens ont relâché un bateau de pêche sud-coréen, le chalutier « Keumi 305 », détourné il y a quatre mois avec les 43 membres de son équipage (2 Sud-Coréens, 2 Chinois et 39 Kényans). Depuis 2006, au moins trois bateaux sud-coréens ont été saisis par des pirates somaliens, puis relâchés après le paiement d'une rançon.

- Mercredi 16 février 2011 : Un jeune pirate somalien de 20 ans a été condamné par un tribunal de New York à 405 mois de prison (sentence maximale), pour s'être emparé par la force en avril 2009 d'un navire américain, « Maersk Alabama » dans l'océan Indien[14].

- Mardi 22 février 2011 :
  - L'Afrique du Sud envoie une frégate dans le canal de Mozambique pour aider à lutter contre les pirates somaliens qui descendent de plus en plus au sud des côtes de l'océan Indien. Le Mozambique, dont la marine est peu équipée, a dernièrement requis l'assistance de son voisin à la suite d'attaques dans ses eaux fin décembre. l'Afrique du Sud s'inquiète de « l'intrusion de pirates » somaliens dans son espace[15].
  - Quatre Américains dont le yacht avait été capturé dans l'océan Indien par des pirates somaliens ont été tués.

- Jeudi 24 février 2011 : Des pirates se sont emparés d'un voilier avec sept Danois à bord, dont trois enfants.

- Lundi 28 février 2011 : Des pirates se sont emparés d'un vraquier grec, le « MV Dover », battant pavillon panaméen, avec 23 marins (19 Philippins, 3 Roumains et un Russe) à son bord. L'attaque s'est produite à environ 260 milles au nord-est de Salalah (Oman).

### Mars 2011(pirates)
- Samedi 5 mars 2011 : Les marines américaine et turque du « USS Bulkeley » et du « TCG Giresun » ont réussi à libérer l'équipage du pétrolier japonais « MV Guanabara » capturé au large des côtes d'Oman. 4 pirates ont été capturés.

- Lundi 14 mars 2011 :
  - Libération du navire bangladais « M.V. Jahan Moni » capturé le 5 décembre avec 26 personnes à son bord à 550 km des côtes indiennes contre une rançon de 4 millions de dollars.
  - La marine indienne a capturé 61 pirates somaliens et a porté secours à 13 pêcheurs après des échanges de coups de feu avec un bateau pirate en mer d'Arabie[16].
  - Un tribunal américain a prononcé la peine la plus lourde jamais infligée aux États-Unis à des pirates depuis près de deux cents ans en condamnant cinq pirates somaliens à la perpétuité pour l'attaque  de la frégate américaine « USS Nicholas » au large des Seychelles en avril 2010[17].

- Mercredi 16 mars 2011 : Un groupe important de 30 à 50 pirates a capturé le vraquier indonésien, le « Sinar Kudus », au large du Yémen avec un équipage de 20 marins indonésiens.

- Jeudi 17 mars 2011 :
  - Libération du navire tunisien « Hannibal II », transportant de l'huile de palme, capturé le 11 novembre avec 31 personnes à son bord dans l'océan Indien contre une rançon de 2 millions de dollars.
  - Des pirates ont tenté de capturer un vraquier libérien, « l'Emperor », mais il était défendu par des gardes armés qui ont fait échouer l'attaque.

- Lundi 28 mars 2011 : Les pirates somaliens ont capturé, à 250 milles marins au sud-est de Salalah, le pétrolier koweïtien « Zirku » avec à son bord 29 membres d'équipage (17 Pakistanais, 3 Égyptiens, 3 Jordaniens, 2 Ukrainiens, un Croate, un Irakien, un Philippin et un Indien)[18].

### Avril 2011(pirates)
- Vendredi 8 avril 2011 : Libération du superpétrolier grec « Irene SL », capturé il y a 58 jours au large d'Oman[19].

- Samedi 30 avril 2011 : Les pirates somaliens ont capturé, au large du Kenya, un cargo de Singapour le « MT Gemini » avec à son bord 25 membres d'équipage et 28 000 tonnes d'huile de palme. Selon l'ONG Ecoterra International, fin avril, les pirates chinois détiennent 51 bateaux et plus de 780 marins[20].

### Mai 2011(pirates)
- Mardi 3 mai 2011 : Deux pirates somaliens ont été condamnés par la justice espagnole à 439 ans de prison chacun pour leur participation en octobre 2009 à l'attaque d'un thonier espagnol dont les 36 membres d'équipage ont été retenus pendant 47 jours et libérés contre une rançon de 4 millions de dollars[21].

- Dimanche 15 mai 2011 : Les pirates somaliens ont obtenu une rançon de 7 millions de dollars pour la libération de deux officiers marins espagnols capturés en décembre 2010 et détenus près du port de Hobyo[22].